# Adolfo Herrera García
Adolfo Herrera García (San José, 24 de agosto de 1914 - 17 de junio de 1975) fue un escritor y periodista costarricense. Su obra más conocida es su única novela, Juan Varela (1939), la primera novela neorrealista de Costa Rica. Fue ganador, entre otros, del Premio Pío Víquez de Periodismo (1945 y 1974) y del Premio Nacional de Periodismo Cultural Joaquín García Monge (1974).

## Biografía
Adolfo Herrera nació en San José, pero sus estudios primarios los realizó en Limón y los concluyó en la Escuela Buenaventura Corrales de su ciudad natal. Egresado del Liceo de Costa Rica en 1924, se dedicó al periodismo. Junto a José Luis Pujol y Julio Laporte, publicó la Revista Arlequín, en la que aparecieron sus primeros escritos. Trabajó como corresponsal en los principales diarios de la época: La Nueva Prensa (hoy La Prensa Libre), Diario de Costa Rica, Diario La Hora, Diario Última Hora, Diario La Razón. También fue corresponsal de prensa en el extranjero.
En 1939, abandonó el periodismo y se dedicó a la administración de una mina, época en la cual entró en contacto con las injusticias que sufrían los campesinos costarricenses y que fue el germen de su obra más importante, la novela Juan Varela.
Entre 1953 y 1960 trabajó en la radio, además de elaborar guiones para radioteatro y radionovelas. En los últimos años de su vida periodística trabajó en los Semanarios Trabajo, Adelante y Libertad. Posteriormente lo hizo en el Semanario Pueblo y en el diario La Nación. 

## Obra literaria
La obra literaria más importante de Adolfo Herrera es su única novela, Juan Varela, publicada en 1939. La importancia de dicha obra radica en que es la novela que da inicio a la producción novelística de contenido social que caracteriza a los escritores de la llamada "generación de 1940", que se caracterizará por la riqueza literaria de autores como Carlos Luis Fallas, Fabián Dobles Rodríguez y Joaquín Gutiérrez Mangel.
En Juan Varela, Herrera introduce algunas innovaciones técnicas y literarias que hasta ese momento no habían sido utilizadas en la literatura costarricense. Cuida más del lenguaje y utiliza un narrador más distanciado de lo que ocurre a los personajes. El protagonista de la novela es un campesino costarricense que debe luchar contra las injusticias sociales a las que es sometido, perdiendo su finca, su familia y hasta su libertad. Juan Varela es la primera novela agraria de la literatura nacional, tema que luego será recurrente en obras de otros autores, denunciando los abusos de los terratenientes, la oligarquía cafetalera, las transnacionales del banano, etc.  Juan Varela es considerada la primera novela de importancia literaria en Costa Rica, puesto que incluye, por primera vez, la denuncia, la crítica social directa, exponiendo las injusticias sociales a los que son sometidos los campesinos costarricenses de la época.

### Novela
- Juan Varela, 1939.

### Cuentos
- Los novios, 1959
- El barbero de Santa Ana, 1959
- El gamonal, 1959

## Reconocimientos
- Premio Nacional de Periodismo en 1945.
- Medalla  en 1968, dada por la Asociación de Autores de Obras Literarias Artísticas y Científicas de Costa Rica.
- Medalla de Oro  en el Primer Concurso Literario  de la Asociación de Prensa de Costa Rica.
- Premio Pío Víquez de Periodismo, en 1974.
- Premio Nacional de Periodismo Cultural Joaquín García Monge, en 1974.